# Донбасская операция (1919)
Донбасская операция (25—31 декабря 1919) — наступательная операция Южного фронта РККА против Вооружённых сил Юга России (Добровольческой и Донской армий) во время Гражданской войны в России. Окончилась победой РККА и занятием ею Донбасса.

## Ход операции

### Подготовка
23 декабря войска Южного фронта форсировали р. Северский Донец и вышли на линию Изюм, станица Яма, Лисичанск, Нижнее, Славяносербск. Для обороны Донбасса и прикрытия отхода главных сил Добровольческой армии в юго-восточном в районе Бахмут была сосредоточенна группа генерала С. Г. Улагая намереваясь нанести контрудар по 1-й Конной армии и отбросить её за Северский Донец. Советское командование приняло оперативное решение овладеть Донбассом, для чего была поставлена задача: 13-й армии — наступать на Славянск, Юзовку, Новониколаевское; 1-й Конной армии (4-я, 6-я и 11-я кавалерийские дивизии) с приданными 9-й и 12-й стрелковыми дивизиями захватить Попасную, Дебальцево, Иловайск, а затем Таганрог и отрезать пути отхода Добровольческой армии в Донскую область; 8-й армии — наступать на Луганск.

### Активная фаза
25 декабря обе стороны приступили к выполнению поставленных задач. Севернее Бахмута и Попасной произошёл встречный бой между 1-й Конной армией и группой Улагая. Преодолев сопротивление противника, советские войска 26 декабря заняли Попасную, а 27 декабря Бахмут. 13-я армия заняла Славянск и Краматорск, а 8-я армия ещё 24 декабря — Луганск. Потерпев поражение в северной части Донбасса, белогвардейское командование приняло решение держать оборону на рубеже Горловка, Дебальцево, Городище, но части 1-й Конной прорвав заслоны противника 29 декабря захватили Дебальцево и Городище, а 30 декабря и Горловку. 31 декабря части 6-й кавалерийской дивизии в районе Алексеево-Леоново смяли Марковскую пехотную дивизию. Остатки разгромленной группы Улагая поспешно отступили в сторону Крыма.

## Итоги
Донбасская операция отличалась высокой манёвренностью стремительностью принятия решений, и умелым использованием бронепоездов с советской стороны. Советским войскам большую помощь оказывали местные партизаны. В результате Донбасской операции был освобождён крупный угольный район и для советских войск открылись кратчайшие пути к Азовскому морю и Ростову